# Pawtucket
Pawtucket ist eine Stadt im Providence County, Rhode Island, Vereinigte Staaten. Es ist die viertgrößte Stadt im Bundesstaat. Sie gehört mit Warwick, Cranston, North Providence und East Providence zur Providence Metropolitan Area, einem Ballungsraum mit mehr als 1,5 Millionen Einwohnern an der Atlantikküste etwa 40 km südwestlich von Boston und 200 km nordöstlich von New York. Das U.S. Census Bureau hat bei der Volkszählung 2020 eine Einwohnerzahl von 75.604 ermittelt.

## Geographie
Nach den Angaben des United States Census Bureaus hat die Stadt eine Gesamtfläche von 23,3 km², wovon 22,6 km² auf Land und 0,7 km² (= 2,89 %) auf Gewässer entfallen. Pawtuckets Gemarkung fällt in die Einzugsgebiete dreier Flüsse: in das des Blackstone Rivers, des gezeitenabhängigen Seekonk River und des Ten Mile River. Pawtucket liegt an einer von Boston nach Providence führenden Eisenbahnlinie der Massachusetts Bay Commuter Railroad Company und hat eine Haltestelle. Im Westen des Stadtgebiets verlaufen die Interstate 95 und der U.S. Highway 1.

## Bevölkerung
Die Bevölkerung betrug bei der Volkszählung 2010 71.148 Einwohner. Davon waren 66,5 % Weiße und 13,4 % Afro-Amerikaner, 1,5 % Asiaten, 0,6 % amerikanische Ureinwohner. 19,7 % sind Hispanics, wobei die meisten bereits unter „Weiße“ erfasst sind. Es gibt 56,7 % Weiße nicht-lateinamerikanischer Herkunft. 6,1 % gaben 2 oder mehr Rassen an.  Fast 20 % der Stadtbevölkerung sind französischsprachig oder Frankokanadier. In der Stadt leben darüber hinaus bedeutende portugiesische, kapverdische und liberianische Gemeinschaften.
Das Pro-Kopf-Einkommen betrug 21.568 US-Dollar und lag damit deutlich unter dem Durchschnittswert von 28.707 US-Dollar für ganz Rhode Island. 17,8 % der Bevölkerung von Pawtucket lebte unter der Armutsgrenze (Rhode Island: 12,2 %).

## Geschichte
Der Name der Stadt stammt aus den Algonkin-Sprachen und bedeutet "Flussgefälle" ("river fall").
Pawtucket wurde 1671 in der Nähe der Wasserfälle des Blackstone River gegründet. Ursprünglich gehörte der westlich des Black River gelegene Teil zu North Providence, das östlich davon gelegene East Pawtucket zu Rehoboth. Nach 1860 wurde East Pawtucket von Massachusetts an Rhode Island abgegeben und die beiden Stadtteile zu Pawtucket vereinigt.
Die durch den Fluss verfügbare Wasserkraft war ein wichtiger Standortfaktor. Angetrieben von einer Mühle, installierte Samuel Slater 1793 die erste erfolgreich arbeitende Baumwoll-Spinnmaschine mit einem voll mechanisierten Kraftübertragungssystem. In der Folge siedelten sich weitere Textilbetriebe in der Stadt an.
In den frühen 1820er Jahren geriet die Textilindustrie infolge der Finanzkrise von 1819 (“Panic of 1819”) sowie des Zollgesetzes von 1824, das Importe verteuerte, in Schwierigkeiten. Ende Mai 1824 entschied sich deshalb eine Gruppe von Textilfabrikanten in Pawtucket, die Arbeitsbedingungen für Arbeiterinnen an Power-Loom-Webstühlen zu ändern: Sie sollten eine Stunde länger pro Tag arbeiten und 25 % weniger Gehalt bekommen. Dies führte zum ersten Streik der US-amerikanischen Geschichte.
Am 26. Mai 1824 blockierten etwa 100 Frauen mit Unterstützung einiger Dorfbewohner den Eingang zu Samuel Slaters Mühle und stoppten damit den Betrieb. Viele weitere Arbeiter schlossen sich dem Streik an, der sich nun auch auf andere Mühlen ausbreitete. Er dauerte vom 25. Mai bis zum 3. Juni, als ein Kompromiss gefunden werden konnte. Die Aktion in Pawtucket führte dazu, dass sich die Arbeiterschaft organisierte, und hatte weitere Streiks in der Region zur Folge.
Die Textilindustrie bestimmte die Wirtschaft von Pawtucket bis weit in das 20. Jahrhundert. Neben der Textilindustrie spielten Maschinenbau und metallverarbeitende Betriebe eine wichtige Rolle bei der Entwicklung der Stadt.
Nach dem Niedergang der industriellen Textilverarbeitung blieb Pawtucket dennoch eine Arbeiter- und Industriestadt. Neben der Herstellung von speziellen Textilien sind heute die Schmucksteinverarbeitung, die Herstellung von Silberware und die Metallverarbeitung die wichtigsten gewerblichen Wirtschaftszweige. Darüber hinaus hat der Spielwarenhersteller Hasbro in Pawtucket seinen Hauptsitz.

## Narragansett Park
Von 1934 bis 1978 war der Narragansett Park die Pferderennbahn von Pawtucket. Die Anlage hatte 10.000 Zuschauerplätze und war Gastgeber von mehreren regelmäßigen Rennen. Unter anderem startete hier der legendäre Seabiscuit. In den 1970er Jahren sanken die Zuschauerzahlen, und die Anlage schloss 1978. Die Flächen sind heute von einem Gewerbegebiet überbaut, nur die Haupttribüne steht noch und wird von einem Discounter genutzt.

## Söhne und Töchter der Stadt
- Hannah Slater (1774–1812), Erfinderin
- Minton Warren (1850–1907), Klassischer Philologe
- Ruth Goulding Wood (1875–1939), Mathematikerin und Hochschullehrerin
- Raymond Hood (1881–1934), Architekt
- Joseph B. Keenan (1888–1954), Politiker
- Niles Spencer (1893–1952), Maler
- Raymond E. Jordan (1895–1967), Politiker
- Willard L. Beaulac (1899–1990), Diplomat
- Ruth Clifford (1900–1998), Schauspielerin
- Joseph L. Fisher (1914–1992), Politiker
- Darius L. Goff (1919–1998), Politiker
- Irving R. Levine (1922–2009), Journalist, Fernsehmoderator und Autor
- Samuel E. May (1826–1894), Politiker
- Janet Moreau (1927–2021), Leichtathletin und Olympiasiegerin
- David Hartman (* 1935), Journalist, Moderator und Schauspieler
- Frank St. Peter (1937–1987), Jazzmusiker
- Wendy Carlos (* 1939), Komponistin und Elektronikmusikerin
- Gerry Philbin (1941–2025), American-Football-Spieler
- Michael Corrente (* 1959), Independentfilmregisseur und Filmschaffender
- Ken Topalian (* 1963), Bobsportler und Olympionike
- Gail M. Chase (* vor 1974), Politikerin
- Gabe Amo (* 1987), Politiker
- Rakim Sanders (* 1989), Basketballspieler
- Brittany Wilson (* 1989), Basketballspielerin